# Rumissaari (ö, lat 62,63, long 23,40)
Rumissaari är en ö i Finland. Den ligger i sjön Kuotesjärvi och i kommunen Alavo i den ekonomiska regionen  Kuusiokunnat  och landskapet Södra Österbotten, i den sydvästra delen av landet, 280 km norr om huvudstaden Helsingfors. Öns area är 3 hektar och dess största längd är 490 meter i nord-sydlig riktning.